# Sosnówka (gmina)
Pour les articles homonymes, voir Sosnówka.
Sosnówka est une gmina rurale (gmina wiejska) de la powiat de Biała Podlaska, dans la Voïvodie de Lublin, dans l'est de la Pologne.
Son siège administratif (chef-lieu) est le village de Sosnówka, qui se situe environ 35 kilomètres au sud-est de Biała Podlaska (siège du powiat) et 78 kilomètres au nord-est de la capitale régionale Lublin (capitale de la voïvodie).
La gmina couvre une superficie de 148,43 km2 pour une population de 2 747 habitants en 2006.

## Histoire
De 1975 à 1998, la gmina est attachée administrativement à la voïvodie de Biała Podlaska.

Depuis 1999, elle fait partie de la voïvodie de Lublin.

## Géographie
La gmina inclut les villages et localités de :

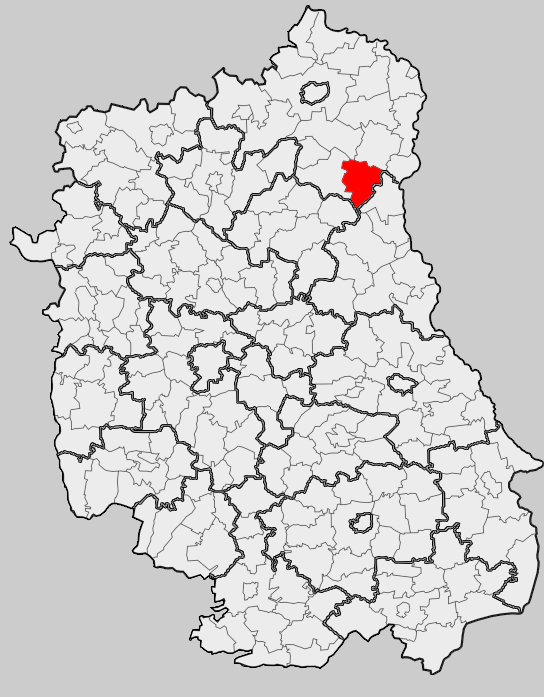
Position de la gmina dans la voïvodie

- Czeputka
- Dębów
- Lipinki
- Motwica
- Omszana
- Pogorzelec
- Przechód
- Romanów
- Rozwadówka
- Rozwadówka-Folwark
- Sapiehów
- Sosnówka
- Wygnanka
- Żeszczynka
- Żuława

### Gminy voisines
La gmina de Sosnówka est voisine des gminy suivantes :
- Hanna
- Łomazy
- Podedwórze
- Tuczna
- Wisznice
- Wyryki

## Structure du terrain
D'après les données de 2002, la superficie de la commune de Sosnówka est de 148,43 kilomètres carrés, répartis comme telle :
- terres agricoles : 66%
- forêts : 28%

La commune représente 5,39% de la superficie du powiat.

## Démographie
Données du 30 juin 2004:
| Description        | Total  | Total | Femmes | Femmes | Hommes | Hommes |
| ------------------ | ------ | ----- | ------ | ------ | ------ | ------ |
| Unité              | Nombre | %     | Nombre | %      | Nombre | %      |
| Population         | 2 791  | 100   | 1 412  | 50,6   | 1 379  | 49,4   |
| Densité (hab./km²) | 18,8   | 18,8  | 9,5    | 9,5    | 9,3    | 9,3    |